# Font dels Hortets (Vall de Barcedana)
La Font dels Hortets és una font de l'antic terme d'Aransís, actualment pertanyent al municipi de Gavet de la Conca. És dins del territori del poble de Sant Miquel de la Vall.
Està situada a 1.015 m d'altitud, al vessant sud-occidental de la Serra dels Obacs, a llevant dels pobles de Sant Martí de Barcedana i Sant Miquel de la Vall, a prop també de l'antic poblat del Castelló Sobirà. És a la dreta del torrent de l'Obaga, en el costat est del Clot del Peraire, al costat mateix de la pista que s'adreça a la carena superior de la serra, anomenat Camí de la Serra.